# さいたまシティカップ
さいたまシティカップ（Saitama City Cup）は、さいたま市等が主催し、さいたま市に本拠地を置く浦和レッズ・大宮アルディージャが出場するサッカーのプレシーズンマッチ。2003年から不定期に開催されている。

## 概要
2003年から2008年、および2013年と2017年は浦和レッズが、2010年と2020年は大宮アルディージャがそれぞれ主催し、海外から招待されたクラブと対戦。2011年度はさいたまダービー（大宮ホームとして開催）となった。
2012年は休止。また、2009年は8月6日に開催される予定であったが、新型インフルエンザの国内感染が確認されたことで開催が困難であるとの判断により行われなかった。
2014年以降は不定期開催となり、2017年（浦和主催）・2020年（大宮主催）・2022年（浦和主催）に開催されている。

### 主催・主管団体
- 主催：公益財団法人日本サッカー協会[2]、公益社団法人日本プロサッカーリーグ[2]、さいたま市[2]
- 共催：さいたま市サッカーのまちづくり推進協議会[2] 他
- 主管：公益財団法人埼玉県サッカー協会[2]、浦和レッドダイヤモンズ株式会社（浦和主催時）、エヌ・ティ・ティ・スポーツコミュニティ株式会社（大宮主催時）[2]

## 結果

### さいたまシティカップ2003
| 2003年6月4日 19:10 (UTC+9) |

| 浦和レッズ                      | 2 - 2 | フェイエノールト      |
| 田中達也 61分 · エメルソン 62分 |       | ボンバルダ 17分, 57分 |

| 埼玉スタジアム2002（さいたま市） 観客数: 52,247人 |

### さいたまシティカップ2004
| 2004年7月27日 19:05 (UTC+9) |

| 浦和レッズ      | 1 - 0    | インテル |
| エメルソン 50分 | レポート |          |

| 埼玉スタジアム2002（さいたま市） 観客数: 57,633人 主審: 西村雄一 |

### さいたまシティカップ2005
| 2005年6月15日 19:04 (UTC+9) |

| 浦和レッズ | 0 - 3    | バルセロナ                                        |
|            | レポート | シャビ・エルナンデス 11分 · ラーション 39分, 77分 |

| 埼玉スタジアム2002（さいたま市） 観客数: 57,143人 主審: 柏原丈二 |

### さいたまシティカップ2006
| 2006年7月31日 19:04 (UTC+9) |

| 浦和レッズ    | 1 - 0    | バイエルン・ミュンヘン |
| 黒部光昭 88分 | レポート |                        |

| 埼玉スタジアム2002（さいたま市） 観客数: 29,019人 主審: 穴沢努 |

### さいたまシティカップ2007
| 2007年7月17日 19:05 (UTC+9) |

| 浦和レッズ                    | 2 - 2    | マンチェスター・ユナイテッド      |
| 内舘秀樹 25分 · 小野伸二 78分 | レポート | フレッチャー 47分 · ロナウド 51分 |

| 埼玉スタジアム2002（さいたま市） 観客数: 58,716人 主審: 松村和彦 |

### さいたまシティカップ2008
| 2008年7月31日 19:32 (UTC+9) |

| 浦和レッズ                  | 2 - 4    | バイエルン・ミュンヘン                      |
| 梅崎司 56分 · 阿部勇樹 80分 | レポート | クローゼ 15分 · ポドルスキ 20分, 42分, 62分 |

| 埼玉スタジアム2002（さいたま市） 観客数: 27,292人 主審: 松村和彦 |

### さいたまシティカップ2010
| 2010年2月13日 13:30 (UTC+9) |

| 大宮アルディージャ                                          | 5 - 0    | 水原三星ブルーウィングス |
| 橋本早十 14分, 68分 · ラファエル 20分 · 石原直樹 48分, 54分 | レポート |                          |

| NACK5スタジアム大宮（さいたま市） 観客数: 6,053人 主審: 鍋島將起 |

### さいたまシティカップ2011
| 2011年2月20日 13:34 (UTC+9) |

| 大宮アルディージャ                          | 3 - 0    | 浦和レッズ |
| 金英權 53分 · ラファエル 74分 · 東慶悟 93分 | レポート |            |

| NACK5スタジアム大宮（さいたま市） 観客数: 11,362人 主審: 今村義朗 |

### さいたまシティカップ2013
| 2013年7月26日 19:30 (UTC+9) |

| 浦和レッズ    | 1 - 2    | アーセナル                      |
| 阿部勇樹 59分 | レポート | ポドルスキ 49分 · アクポム 82分 |

| 埼玉スタジアム2002（さいたま市） 観客数: 40,769人 主審: 扇谷健司 |

### さいたまシティカップ2017
| 2017年2月12日 13:34 (UTC+9) |

| 浦和レッズ    | 1 - 1    | FCソウル        |
| 長澤和輝 83分 | レポート | イ・サンホ 38分 |

| 浦和駒場スタジアム（さいたま市） 観客数: 11,444人 主審: 東城穣 |

### さいたまシティカップ2020
| 2020年2月9日 13:00 (UTC+9) |

| 大宮アルディージャ | 0 - 1    | ナシオナル    |
|                    | レポート | ベシーノ 52分 |

| NACK5スタジアム大宮（さいたま市） 観客数: 7,442人 主審: 家本政明 |

### さいたまシティカップ2022
| 2022年11月16日 19:30 (UTC+9) |

| 浦和レッズ | 4 - 2 | アイントラハト・フランクフルト |
|            |       |                                |

| 埼玉スタジアム2002（さいたま市） 観客数: 24,027人 |

## 表彰
| 開催年 | MVP                        |
| ------ | -------------------------- |
| 2003年 |                            |
| 2004年 |                            |
| 2005年 | ヘンリク・ラーション       |
| 2006年 |                            |
| 2007年 | クリスティアーノ・ロナウド |
| 2008年 | ルーカス・ポドルスキ       |
| 2010年 | 橋本早十                   |
| 2011年 | 金英權                     |
| 2013年 | ルーカス・ポドルスキ       |
| 2017年 | 長澤和輝                   |
| 2020年 |                            |
| 2022年 |                            |